# Arctowski Mountains
Arctowski Mountains är ett berg i Antarktis. Det ligger i Sydshetlandsöarna. Argentina, Chile och Storbritannien gör anspråk på området. Toppen på Arctowski Mountains är 241 meter över havet.
Terrängen runt Arctowski Mountains är huvudsakligen kuperad, men åt sydost är den platt. Havet är nära Arctowski Mountains åt sydost. Trakten är glest befolkad. Närmaste befolkade plats är Commandante Ferraz Station, 12,7 kilometer väster om Arctowski Mountains. 